# Todorowo (obwód Razgrad)
Todorowo (bułg. Тодорово) – wieś w Bułgarii, w obwodzie Razgrad, w gminie Isperich. W 2023 roku liczyła 741 mieszkańców.